# Sesso e apocalisse a Istanbul
Sesso e apocalisse a Istanbul è un romanzo di Giuseppe Conte, pubblicato dall'editore Giunti nel 2018.

## Trama
Il romanzo è preceduto da un'avvertenza nella quale l'autore invita il lettore a riflettere sulle citazioni in epigrafe, da Rimbaud e da Lawrence; in particolar modo quella del poeta francese, "IO è un altro", che pone l'accento sul dilemma delle identità dei personaggi protagonisti del libro. Anche chi ha scritto il racconto è altro da colui che ce lo riporta e che vi ha apposto la firma editoriale. Tra i due è stato stabilito un patto di segretezza. Spetta al lettore, se lo vorrà, ricavare dal romanzo gli elementi utili per una ricostruzione delle rispettive identità.
All'aeroporto di Istanbul sta per atterrare un aereo in arrivo dall'Italia: a bordo c'è Giona Castelli. Giona è un uomo di mezza età sull'orlo del fallimento, che per diversi anni ha avuto una libreria a Genova, la sua città, prima di essere costretto a chiuderla perché strozzato dai debiti e dal calo di clientela. Quel negozio è stato il suo universo; un universo di passione letteraria (quasi una fede), di incontri intellettuali, di viaggi all'estero in cerca di librerie antiquarie; di sogni poetici e romanzeschi; di piaceri che hanno dato luce a un'esistenza che altrimenti sarebbe scaduta nella mediocrità. Ma al piacere libresco, un giorno, si aggiunge e si amalgama anche il piacere carnale. La vita di Giona, infatti, cambia repentinamete nell'istante in cui nel suo negozio mette piede Veronica Solari: Vero. Donna «impulsiva, violenta, possessiva [...] un cumulo di emotività e di sfrenata volontà di vivere», Vero è erede di una nota dinastia di armatori genovesi e moglie di un alto esponente politico, senatore e personalità di potere. Tra Giona e Vero esplode una passione erotica sorretta da un forte senso di complicità. Tutto nella vita di Vero appare compulsivo: l'avidità nel leggere romanzi; l'immaginario sessuale scatenato; il gioco dei rapporti occasionali; la costante voglia di essere posseduta da sconosciuti, che da sconosciuti poi devono sparire dalla sua vita. E Giona entra in questo mondo, lo accetta, ne diventa un elemento risucchiato dalla forza attrattiva di lei e dalla passione che la donna mostra nei suoi confronti. La loro vicenda subisce una svolta impensata e pericolosa il 10 maggio 2015. In quel giorno Giona vende, ancora una volta a Vero, il suo ultimo libro: "Sottomissione", di Michel Houellebecq; poi abbassa definitivamente la serranda del negozio e si prepara a partire per Istanbul. Data la posizione sociale di lei i due devono prendere ogni precauzione possibile affinché la loro relazione adulterina rimanga segreta. Pertanto, quando decidono di fare un viaggio di sesso e trasgressione a Istanbul Giona parte alcuni giorni prima e una volta giunto sulle coste del Bosforo attende lì l'arrivo dell'amante previsto con un altro volo. Giona non è nuovo in città e le sue prime ore nella metropoli turca le trascorre in compagnia di un amico, Ilhan Durcan, scrittore e traduttore di Henry Miller, il quale gli presenta Khaled Nejim, intellettuale marocchino. Mentre i tre passeggiano nei dintorni di piazza Taksim si avvicina loro un tizio indefinibile e alquanto losco, Akif, il quale vende ai signori una notte con delle prositute a domicilio. A Istanbul, inoltre, si è stabilito da tempo anche Giuseppe Maria Rizzi, detto Ritz, amico d'infanzia di Giona, ora direttore del locale Istituto Italiano di Cultura. Rizzi è stato per tutta la vita un accanito cercatore di avventure omosessuali estreme e Giona lo ricordava come tale. Stavolta però Ritz gli confida di essersi fidanzato con un uomo che vive in città e di volersi sposare.
Genova, è notte fonda, il ventiduenne Jacopo Lavagna rientra nel sordido appartamento che condivide con Ozdemir, un uomo molto più grande di lui. Jacopo è un emarginato, che vive una difficilissima esistenza interiore e quotidiana, in perenne fuga da una famiglia in disordine e da un contesto sociale che non gli ha mai dato nulla. Da qualche tempo ha abbracciato la fede islamica cambiando il proprio nome in Yunus Emré, in omaggio a un antico mistico sufi. Il nuovo orientamento religioso, appreso tuttavia per strada e negli ambienti più inaspettati (il primo contatto col pensiero musulmano Yunus ce l'ha lavorando nella cucina di una pizzeria), dona al giovane conforto personale, stabilità interiore e senso di rivalsa ai quali però si affianca anche un indottrinamento al jihadismo che Yunus assorbe con una tale intensità tanto da decidere presto di diventare un foreign fighter al servizio del Califfato. Infine, la notizia di un ragazzo genovese cresciuto nei suoi stessi quartieri e diventato il primo italiano a morire da shahid, da martire, convince definitivamente Yunus ad affiliarsi al gruppo estremista e a partire per la Siria. Ozdemir è l'uomo che fa da tramite tra Yunus e i vertici dell'organizzazione a Raqqa, e ha il compito di fornirgli le prime istruzioni in attesa della ormai imminente chiamata alle armi. L'appartamento dove vivono è il loro covo. Lì Yunus fa ritorno quella notte, carico di ansia. Nel vederlo, il suo superiore gli ribadisce che la data della partenza non è ancora stata comunicata ma che molto probabilmente prima di raggiungere la Siria gli sarà assegnata una prova da superare.
Più tardi sarà una coincidenza, un incidente stradale a Istanbul a far incrociare le vite dello sconosciuto Yunus con quelle di Vero e Giona. Prima, però, gli omicidi in rapida successione di Ilhan Durcan, di Khaled Nejim e del lenone Akif metteranno in allarme l'ex libraio genovese sul fatto che qualcosa di pericoloso e letale potrebbe celarsi anche per lui tra le mille vie e le mille pieghe di Istanbul.